# Hulebäcksgymnasiet

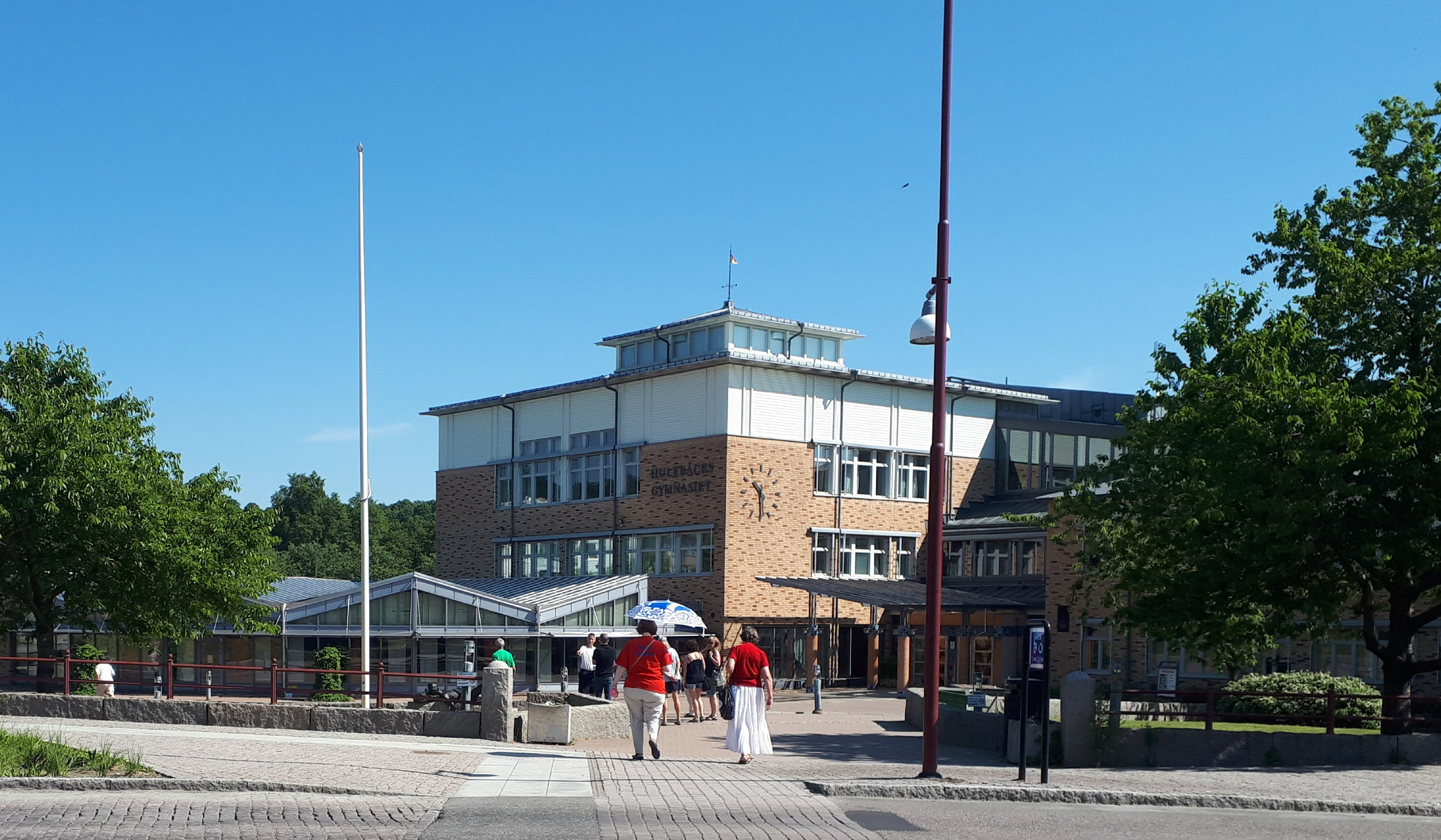
Hulebäcksgymnasiets huvudentré och matsal i juni 2018.

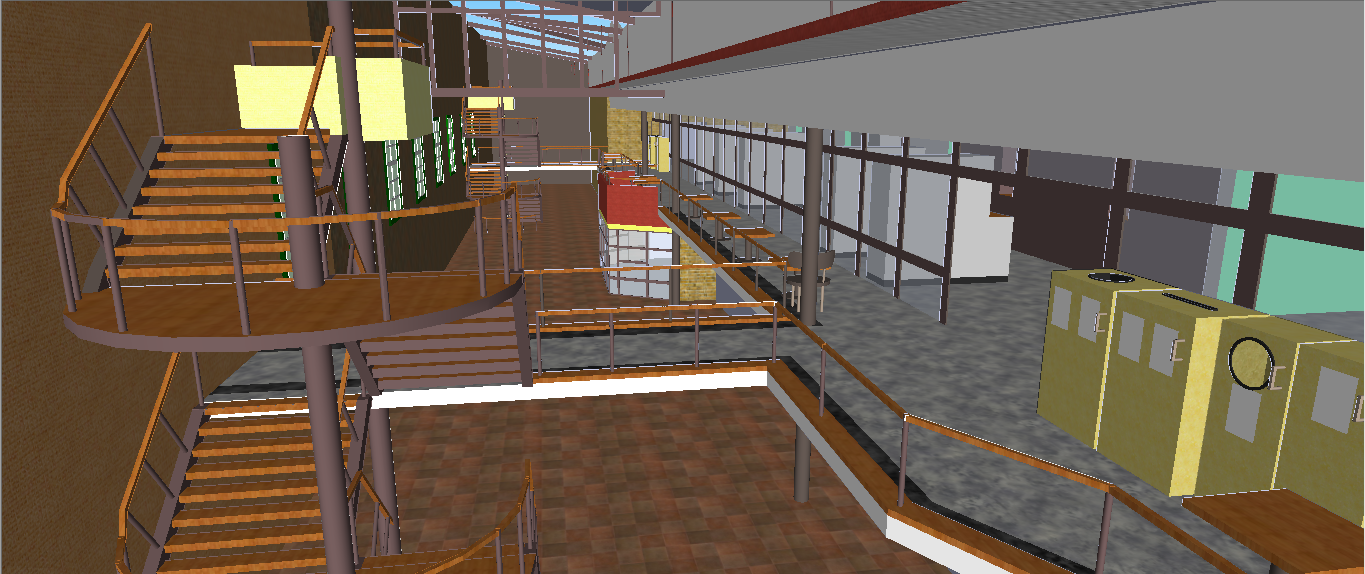
"Gatan"

Hulebäcksgymnasiet är en kommunal gymnasieskola i Mölnlycke i Härryda kommun. Den öppnades höstterminen 1995. Skolans huvudbyggnad är resultatet av en om- och tillbyggnad av Hulebäcksfabriken, byggd 1878, som var en filial till Mölnlycke fabriker (mer fakta finns i artikeln om Mölnlycke). 
Mellan 1 500 och 2 000 elever studerar på skolan.[när?]

## Program
Programmen som finns på skolan är:
- Barn- och fritidsprogrammet
- Ekonomiprogrammet
  - Ekonomi-inriktning
  - Juridik-inriktning
- Elprogrammet/El- och energiprogrammet
- Estetiska programmet, inriktningar: 
  - dans,
  - bild och form,
  - musik, 
    - slagverk (lokal inriktning),
    - musikal,

  - teater,
  - estetik & media.[2]
- Fordons- och transportprogrammet
- Handels- och administrationsprogrammet
- Humanistiska programmet
- Introduktionsprogrammet
- Innebandygymnasiet (Profil ovanpå ett program)
- Teknikprogrammet
  - Design och produktutveckling
  - Informations- och Medieteknik
  - Teknikvetenskap
- Naturvetenskapliga programmet
  - Med inriktning naturvetenskap
  - Naturvetenskap och samhälle
  - Naturvetenskap Tvär (lokal undervisningsform)
- Samhällsvetenskapliga programmet
  - Samhäll-Media
  - Samhäll-Beteende
  - Samhäll-Samhäll
  - Samhäll-Tvär (lokal undervisningsform)

## Lokaler och arrangemang
Skolans bibliotek och samlingssal ligger i Mölnlycke Kulturhus i närheten av skolan. I anslutning till gymnasiebyggnaden finns också två sammanbyggda idrottshallar som används bland annat i skolans idrottsundervisning. År 2005 invigdes en filialbyggnad i närheten av huvudbyggnaden.
I augusti varje år hålls Hulesärken, en tävling där ettor och tvåor får tävla i flera olika grenar. Tanken är att det ska öka sammanhållningen för de nya eleverna samt motverka nollning.

## Kända personer som gått/går på Hulebäck
- Caroline Wennergren: Sångerska som bland annat har ställt upp i Melodifestivalen.
- Avatar: Metalband som bland annat deltagit i Hultsfredsfestivalen.
- Navid Modiri: Känd radioprofil som även har ett eget band: Navid Modiri & Gudarna.
- Isabel Adrian: Känd Hollywoodfru och gift med Steve Angello, som är en av tre dj:s i Swedish House Mafia.
- Hanna Ferm: Sångerska som kom på andra plats i Idol 2017.